# ラ・コビルナ
ラ・コビルナ（la Coviluna）は、女性向けアダルトビデオを製作をする[女性向け映像メーカー]。代表は杉沢志乃。

## 概要
もっと女性自身が、日常生活の中で性を意識し、自主的に追求していける環境にしたい。この考えに賛同した女性が集まり活動をスタート。女性向けアダルトDVDの製作を行うメーカーとして2012年に設立された。
2012年6月21日に開催されたイベント「アダルトビデオ30周年記念［AV30］感謝祭」で、DVD発売を発表。
メーカー名(la Coviluna)の由来は、セックスを含めて女性たちが媚びることなく自分らしくいて欲しいという思いから、「媚びるな」に女性名詞のラを付けて、フランス語やイタリア語っぽくした造語。
撮影、脚本、広報、営業などすべてを女性スタッフで運営している。

## 作品
| 品番     | 発売日     | タイトル                                                              | 出演者                                                                           | 監督                         |
| -------- | ---------- | --------------------------------------------------------------------- | -------------------------------------------------------------------------------- | ---------------------------- |
| LOVE-001 | 2012/8/24  | ひとりエッチ入門 HOW? セクシーな女性になるための秘密の快感レシピ(DVD) | 夏希アンジュ、ペニ助                                                             | 佐藤ぶっこ                   |
| LOVE-002 | 2012/8/24  | Love Story's ～スウィート・リンクス～(DVD)                            | 今井乃愛×奥村友真、ありさ×仲沢タカシ、杏子ゆう×タケル                            | 牧田美春、久本理香子、藤愛海 |
| LOVE-003 | 2012/12/7  | HOW? セクシャルマッサージ(DVD)                                        | 水沢真樹×片山邦生、ペニ助                                                        | 佐藤ぶっこ                   |
| LOVE-004 | 2013/01/11 | Love Story's Bitter&Sweet(DVD)                                        | 加藤つばき×服部義／柏木もえ×トニー大木                                           | 粂美奈子・大幡陽菜           |
| LOVE-005 | 2013/05/10 | HOW？ ソフトSM入門 ひみつの快感レシピ(DVD)                            | 優花/水澤まお、みき/持田美琴、百合子/吉田花、哲哉/真琴                           | 粂美奈子・大幡陽菜           |
| LOVE-006 | 2013/06/10 | Love Story's ～ラズベリー～(DVD)                                      | 星野あかり/タツ                                                                  | 粂美奈子・大幡陽菜           |
| LOVE-007 | 2013/12/10 | HOW!? 彼を夢中にさせる魔法のレシピ(DVD)                               | 西園寺れお / タツ / ミズキ                                                       | 粂美奈子 / 大幡陽菜          |
| CVLN-001 | 2014/05/10 | How to Coviluna すべて見せます！ラ・コビルナ入門編！(DVD)             | 夏希アンジュ / 加藤つばき / 水澤まお / 星野あかり / 西園寺れお / 今井乃亜 / タツ | 大幡陽菜                     |
| ERNS-001 | 2014/12/10 | Gomez's boxercise 雄二ゴメスの誰でも簡単ボクササイズ(DVD)             | 雄二ゴメス / 飯塚真央 / 小林香織 / 坂井仁美                                      | 雄二ゴメス                   |
| FORM-001 | 2014/12/10 | 愛、時々、よろめき(DVD)                                               | みほ / あんり / まりな / えみ / るな                                             | ラ・コビルナ                 |
| LOVE-008 | 2015/04/15 | HOW? 上級者編 最高のキス＆フェラで恋もキレイも手に入れる(DVD)         | 虹川そら / 島根蓮 / ペニ助                                                       | 粂美奈子 / 杉沢志乃          |
| LOVE-009 | 2015/06/10 | ひとりエッチ実践編 HOW? もっとセクシーになれる！女子力UPレシピ(DVD)   | 小室友里 / ペニ助 / 虹川そら / 朝井涼香                                          | 粂美奈子 / 杉沢志乃          |